# Ngariman
Dans la mythologie aborigène (spécifiquement Karadjeri), Ngariman est un homme chat qui tua les Bagadjimbiri, deux dieux dingo, fils de Dilga, la déesse de la terre. Pour se venger, elle noya Ngariman avec son lait en inondant la caverne souterraine où il tua ses enfants.